# Chiesa dei Minimi

Monumento storico di Francia

La chiesa di Minimi è un luogo di culto cattolico di La Riche, anticamente denominata Plessis-lez-Tours, nota per essere il luogo di sepoltura di san Francesco da Paola e del re del Regno di Napoli Federico d'Aragona.
Durante tutto l'anno, il Convento Reale dei Minimi accoglie molti pellegrini dalla Francia e dall'Italia.
Ogni anno, all'inizio di aprile, una messa presso la tomba di san Francesco da Paola celebra la morte del santo.

## Storia

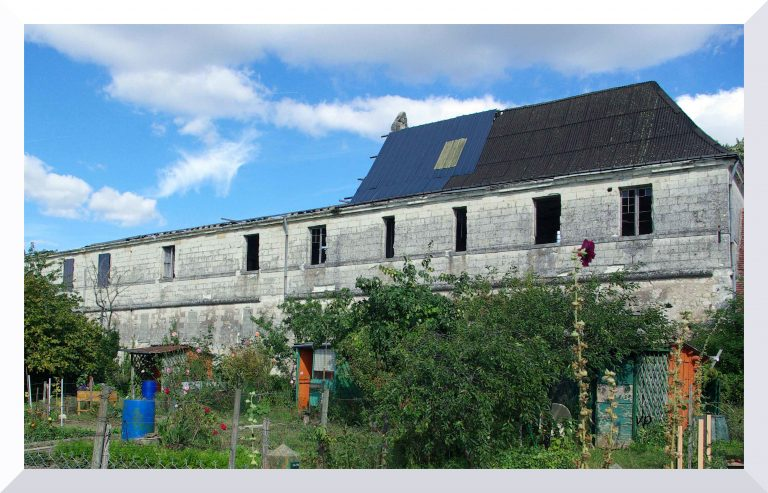
Il dormitorio della chiesa dei Minimi

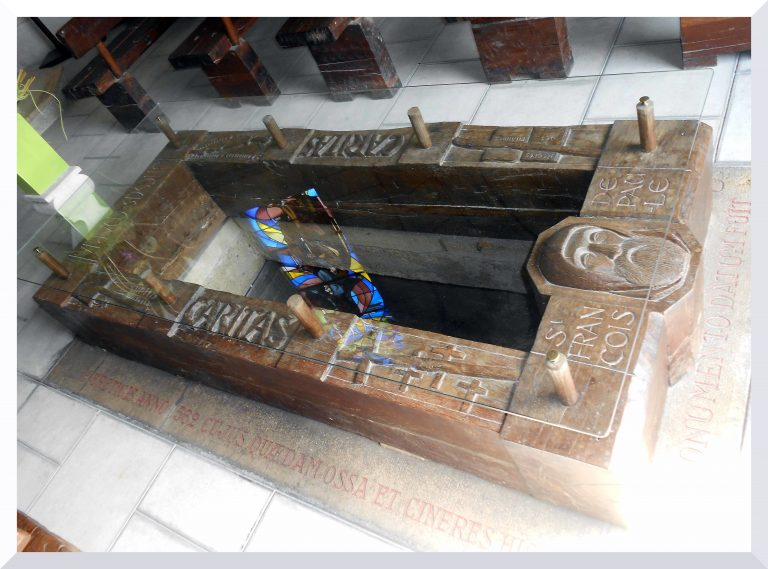
La tomba di San Francesco da Paola

Luogo di sepoltura del fondatore dell'Ordine dei Minimi, San Francesco da Paola, chiamato in Francia da Luigi XI, che sperava che le preghiere del monaco lo salvassero dalla morte. Carlo VIII pagò i lavori di costruzione del convento. L'edificio era costituito da una chiesa con il suo chiostro, un refettorio sormontato da quattordici celle per i monaci, un oratorio comunicante con la chiesa, un edificio per il capitolo e la sua sacrestia, cucine e cantine, due prigioni per i monaci, una cappella e il dormitorio di San Francesco, isolato dagli altri monaci.
La chiesa fu ampliata nel XVI secolo. Il convento raggiunse il suo apice nel XVII secolo. La chiesa e gli edifici annessi furono ampliati e ricevettero una nuova decorazione. Fu probabilmente in questo periodo che fu costruito l'edificio della servitù, l'unico rimasto.
Durante la rivoluzione, il convento fu venduto come proprietà nazionale. La chiesa fu distrutta e il materiale venduto. L'edificio religioso, in rovina, fu demolito prima della fine dell'Ottocento.
Nel 1877 fu costruita una cappella neogotica su progetto di Charles e Gustave Guérin, sul luogo della tomba dove fu deposto il corpo del santo prima di essere bruciato dagli ugonotti nel 1662. La cappella non fu mai terminata e furono costruiti solo il coro e l'abside.
Nonostante l'incendio del dormitorio nel 2008, l'Ordine dei Minimi di Roma ha acquisito l'intero convento nel 2010 e lo possiede ancora oggi.  Purtroppo questo edificio con la sua architettura unica, classificato come monumento storico, è inaccessibile e molto degradato.